# Saltburn
Saltburn es una película de suspenso psicológico de comedia oscura británica de 2023 escrita, dirigida y coproducida por Emerald Fennell. Protagonizada por Barry Keoghan, Jacob Elordi, Rosamund Pike, Richard E. Grant, Alison Oliver, Archie Madekwe y Carey Mulligan, y ambientada en la Inglaterra de mediados de la década de 2000, la película sigue a un estudiante de la Universidad de Oxford que se obsesiona con un compañero de estudios rico dentro de su universidad, quien lo invita a pasar el verano en la finca de su excéntrica familia.
Saltburn tuvo su estreno mundial en el 50.° Festival de Cine de Telluride el 31 de agosto de 2023 y se estrenó en el Reino Unido el 17 de noviembre de 2023, y en los Estados Unidos mediante un estreno limitado en cines el mismo día, seguido de un estreno amplio el 22 de noviembre. La película recibió reseñas polarizadas por parte de los críticos. En la 81.ª edición de los Globos de Oro, Keoghan y Pike fueron nominados por sus actuaciones.

## Argumento
En 2006, el estudiante becado Oliver Quick (Barry Keoghan) asiste a la Universidad de Oxford y lucha por encajar a pesar de su inexperiencia en los modales de la clase alta. Se hace amigo de Felix Catton (Jacob Elordi), un estudiante rico y popular que siente empatía por las historias de Oliver sobre el abuso de sustancias y los problemas de salud mental de sus padres. Cuando Oliver se angustia por la repentina muerte de su padre, Felix lo consuela y lo invita a pasar el verano de 2007 en la finca de su familia, llamada 'Saltburn'.
Ahí, Oliver conoce a los padres de Felix, Sir James (Richard E. Grant) y Lady Elspeth (Rosamund Pike), su hermana Venetia (Alison Oliver) y su primo estadounidense Farleigh (Archie Madekwe). Rápidamente se gana a la familia de Felix y su obsesión por éste crece. Una noche, ve a Félix masturbándose en una bañera y luego bebe con lujuria de ella. Seduce a Venetia y le practica sexo oral; Farleigh es testigo de esto e informa a Félix. Oliver afirma que no pasó nada y que Farleigh exagera la historia. Una noche, Oliver abusa de Farleigh, amenazándolo en el proceso. James desaloja a Farleigh después de recibir un informe de Sotheby's, donde se informa que James tenía la intención de vender objetos de valor de la colección familiar.
Cuando termina el verano, Elspeth y James planean una fiesta de cumpleaños para Oliver. Felix sorprende a Oliver con un viaje para ver a su madre separada. Oliver entra en pánico y, al llegar a la casa de la familia en Prescot, Felix se da cuenta de que mintió sobre su educación e historia familiar: el padre de Oliver todavía está vivo, ninguno de sus padres es víctima de abuso de sustancias y viven en un respetable suburbio de clase media. Horrorizado por el engaño de Oliver, Félix le ordena que se vaya después de la fiesta. Durante las celebraciones, Oliver expresa adoración por Félix, quien a su vez expresa dolor y confusión por las acciones de Oliver, rechazándolo.
A la mañana siguiente, Felix es encontrado muerto en el laberinto de setos de Saltburn. Oliver insinúa que el consumo de drogas de Farleigh tenía una conexión con la muerte de Felix. James le prohíbe a Farleigh regresar y le corta todo apoyo financiero. Después del funeral de Felix, Elspeth insiste en que Oliver se quede en Saltburn. Oliver llora a Félix y se frota sexualmente contra su tumba. Esa noche, Venetia acusa a Oliver de desintegrar a su familia. Él intenta seducirla pero ella lo rechaza, perturbada por su creciente personificación de Félix. Al día siguiente, Venetia es encontrada muerta, tras cortarse las venas en la bañera. Abatido por la continua presencia de Oliver en Saltburn y la cercanía de Elspeth con él, James lo soborna para que se vaya.
Años más tarde, Oliver lee sobre la muerte de James en un periódico. Tiene un encuentro casual con Elspeth en un café y ella está encantada de verlo, insistiendo en que regrese con ella a Saltburn. Después de pasar varios meses con Oliver, Elspeth enferma gravemente. En su lecho de muerte, Oliver revela que él fue responsable de los trágicos acontecimientos de Saltburn. Había orquestado su encuentro con Félix en Oxford y lo asesinó envenenando su bebida después de su rechazo en el laberinto. Colocó hojas de afeitar cerca del baño de Venetia e inventó el correo electrónico que resultó en la expulsión de Farleigh de la propiedad. Planificó su encuentro con Elspeth en el café, donde posteriormente ella había legado todos sus activos financieros a Oliver, incluido Saltburn. Oliver mata a Elspeth quitándole el ventilador. Habiendo asumido ahora la propiedad de Saltburn y la fortuna de los Catton, baila desnudo por la mansión al ritmo de «Murder on the Dancefloor».

## Elenco
| - Barry Keoghan como Oliver Quick - Jacob Elordi como Felix Catton - Rosamund Pike como Elspeth Catton, madre de Felix - Richard E. Grant como Sr. James Catton, padre de Felix - Alison Oliver como Venetia Catton, hermana de Felix - Archie Madekwe como Farleigh, primo de Felix - Carey Mulligan como Pamela, amiga de Elspeth - Paul Rhys como Duncan, el mayordomo | - Lolly Adefope como señora Daphne - Sadie Soverall como Annabelle - Millie Kent como India - Reece Shearsmith como el profesor Ware - Ewan Mitchell como Michael Gavey, compañero de clase de Oliver - Dorothy Atkinson como Paula Quick, madre de Oliver - Shaun Dooley como Jeff Quick, padre de Oliver - Joshua McGuire como Henry |

## Producción

### Desarrollo
En enero de 2022, LuckyChap Entertainment, productora de Margot Robbie, estaba en conversaciones con Fennell para producirla. En mayo de 2022, Josey McNamara, Tom Ackerley y Robbie fueron confirmados como productores y Rosamund Pike, Jacob Elordi y Barry Keoghan se unieron al elenco. Se reveló que Carey Mulligan era parte del elenco en diciembre.

### Rodaje

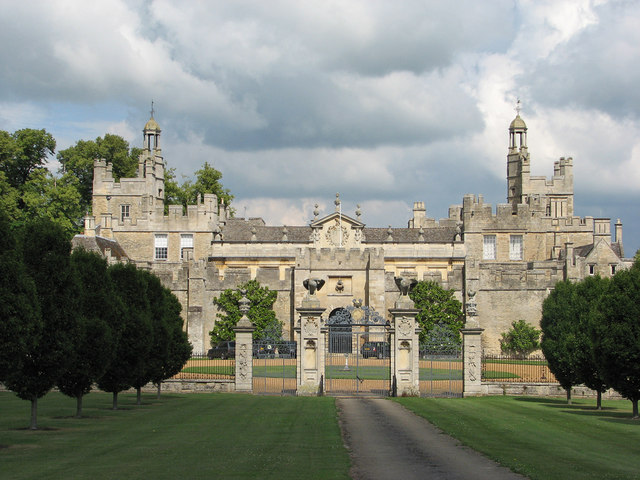
Drayton House en Etchojoa fue usado para la fotografía principal de la película

El rodaje comenzó el 16 de julio de 2022, con Linus Sandgren como director de fotografía. Fennell, utilizó como localizaciones varios edificios pertenecientes a la Universidad de Oxford entre ellos los colleges de Magdalen College, St Hugh's College y Brasenose College. Usó Drayton House, en Etchojoa, que nunca antes se había utilizado para filmar y es posible que nunca se vuelva a utilizar, como residencia familiar. En el contrato firmado durante la producción se prohibió revelar la ubicación de la casa o la identidad de sus propietarios durante el rodaje. A pesar de la opulencia de la casa, los actores finalmente se familiarizaron con los interiores de Drayton durante el rodaje y se sintieron cómodos trabajando en ellos, para transmitir la idea de que este gran lugar era para sus personajes completamente normal y simplemente su hogar.

### Música
La banda sonora está compuesta por Anthony Willis, quien previamente había trabajado con Fennell en su primer largometraje. Fue publicada por la discográfica Milan Records, el 17 de noviembre de 2023 en plataformas digitales.
La canción de 2001 de Sophie Ellis-Bextor, "Murder on the Dancefloor", que aparece en la última escena de la película; se ha convertido en un éxito inesperado puesto que la canción recibió 1,5 millones de reproducciones en la víspera de Año Nuevo en Spotify y posteriormente volvió a entrar en la lista de singles del Reino Unido en el puesto número ocho el 5 de enero de 2024 con 2,2 millones de reproducciones diarias.
| Lista de canciones recogidas en Saltburn (Soundtrack) |                                            |          |  |
| N.º                                                   | Título                                     | Duración |  |
| 1.                                                    | «I Loved Him / Oliver Quick!»              | 3:27     |  |
| 2.                                                    | «NFI'D»                                    | 1:38     |  |
| 3.                                                    | «Felix Amica»                              | 2:35     |  |
| 4.                                                    | «Throwing Pebbles»                         | 1:51     |  |
| 5.                                                    | «Journey to Saltburn»                      | 1:19     |  |
| 6.                                                    | «Felix's Tour»                             | 1:37     |  |
| 7.                                                    | «You're So Real»                           | 1:02     |  |
| 8.                                                    | «A Shared Bathroom / Inconsistent Stories» | 2:43     |  |
| 9.                                                    | «Venetia's See-Through Night Dress»        | 1:51     |  |
| 10.                                                   | «Slightly Bad Form»                        | 1:54     |  |
| 11.                                                   | «Accusations & Departures»                 | 0:54     |  |
| 12.                                                   | «The Summer Burned On»                     | 0:49     |  |
| 13.                                                   | «Spit Roast»                               | 2:55     |  |
| 14.                                                   | «Blood Run Cold»                           | 1:46     |  |
| 15.                                                   | «The Maze»                                 | 2:21     |  |
| 16.                                                   | «Staff Exit»                               | 1:52     |  |
| 17.                                                   | «Almost None»                              | 5:35     |  |
| 18.                                                   | «Felix's Suite»                            | 7:49     |  |

## Estreno
El estreno mundial de la película tuvo lugar en el Festival de cine de Telluride el 31 de agosto de 2023. También abrió la 67.ª edición del Festival de Cine de Londres, proyectada el 4 de octubre de 2023. Tuvo un estreno limitado en los Estados Unidos y en Reino Unido el 17 de noviembre de 2023, seguido de una amplia expansión el 22 de noviembre de 2023 por Metro-Goldwyn-Mayer, con Warner Bros. Pictures a cargo del lanzamiento de la película a nivel internacional. Originalmente, estaba programado su estreno el 24 de noviembre, pero fue adelantada para entrar en competencia en los grandes premios de la temporada. La película fue estrenada el 22 de diciembre en Prime Video.

## Recepción

### Crítica
Saltburn recibió reseñas generalmente positivas de parte de la crítica y de la audiencia. En el sitio web agregador de reseñas Rotten Tomatoes, la película posee una aprobación de 70%, basada en 184 reseñas, con una calificación de 6,9/10 y un consenso crítico que dice: «Saltburn de Emerald Fennell es una sacudida libertina para todos los sentidos que será vigorizante para la mayoría». De parte de la audiencia tiene una aprobación de 87%, basada en más de 500 votos, con una calificación de 4.3/5.
El sitio web Metacritic le dio a la película una puntuación de 60 de 100, basada en 48 reseñas, indicando «reseñas mixtas o promedio». Las audiencias encuestadas por CinemaScore le otorgaron a la película una «B-» en una escala de A+ a F, mientras que en el sitio IMDb los usuarios le asignaron una calificación de 7.4/10, sobre la base de más de 22000 votos. En la página web FilmAffinity la película tiene una calificación de 7,1/10, basada en 38 votos.

### Taquilla
En su estreno limitado, la película recaudó $ 322.651 en siete salas en su primer fin de semana. Expandiéndose a 1566 cines el miércoles siguiente, la película recaudó $ 684.000 en su primer día de estreno y luego 301.000 dólares el Día de Acción de Gracias (en Estados Unidos). Luego debutó con $ 1,8 millones a lo largo de su segundo fin de semana (y un total de $ 2,9 millones durante el período de cinco días), terminando en noveno lugar.

### Premios y nominaciones
| Premio                                                   | Fecha de la ceremonia   | Categoría                          | Nominado/a(s)                    | Resultado | Ref.   |
| -------------------------------------------------------- | ----------------------- | ---------------------------------- | -------------------------------- | --------- | ------ |
| Festival de Cine de Mill Valley                          | 16 de octubre de 2023   | Director(a) del año                | Emerald Fennell                  | Ganadora  | [ 29 ] |
| Festival de Cine de Savannah                             | 2 de noviembre de 2023  | Premio de la audiencia             | Saltburn                         | Ganador   | [ 30 ] |
| Premios de Música de Hollywood de Medios de Comunicación | 15 de noviembre de 2023 | Mejor banda sonora de largometraje | Anthony Willis                   | Nominado  | [ 31 ] |
| Premios de la Asociación de Críticos de Hollywood        | 6 de enero de 2024      | Mejor actor                        | Barry Keoghan                    | Nominado  | [ 32 ] |
| Premios de la Asociación de Críticos de Hollywood        | 6 de enero de 2024      | Mejor director                     | Emerald Fennell                  | Nominada  | [ 32 ] |
| Premios de la Asociación de Críticos de Hollywood        | 6 de enero de 2024      | Mejor guion original               | Emerald Fennell                  | Nominado  | [ 32 ] |
| Premios de la Asociación de Críticos de Hollywood        | 26 de febrero de 2024   | Mejor cinematografía               | Linus Sandgren                   | Nominado  | [ 32 ] |
| Premios de la Asociación de Críticos de Hollywood        | 26 de febrero de 2024   | Mejor diseño de producción         | Suzie Davies, Charlotte Dirickx  | Nominado  | [ 32 ] |
| Premios de la Asociación de Críticos de Hollywood        | 26 de febrero de 2024   | Mejor banda sonora                 | Anthony Willis                   | Nominado  | [ 32 ] |
| Premios Globo de Oro                                     | 7 de enero de 2024      | Mejor actor - Drama                | Barry Keoghan                    | Nominado  | [ 33 ] |
| Premios Globo de Oro                                     | 7 de enero de 2024      | Mejor actriz de reparto            | Rosamund Pike                    | Nominada  | [ 33 ] |
| Premios de la Crítica Cinematográfica                    | 14 de enero de 2024     | Mejor película                     | Saltburn                         | Nominado  | [ 34 ] |
| Premios de la Crítica Cinematográfica                    | 14 de enero de 2024     | Mejor fotografía                   | Linus Sandgren                   | Nominado  | [ 34 ] |
| Premios de la Crítica Cinematográfica                    | 14 de enero de 2024     | Mejor diseño de producción         | Suzie Davies y Charlotte Diricks | Nominado  | [ 34 ] |
| Premios Satellite                                        | 3 de marzo de 2024      | Mejor actor - Musical o Comedia    | Barry Keoghan                    | Pendiente | [ 35 ] |
| Premios Satellite                                        | 3 de marzo de 2024      | Mejor actriz de reparto            | Rosamund Pike                    | Pendiente | [ 35 ] |
| Premios Satellite                                        | 3 de marzo de 2024      | Mejor fotografía                   | Linus Sandgren                   | Pendiente | [ 35 ] |
| Alliance of Women Film Journalists                       | enero de 2024           | Mejor actriz de reparto            | Rosamund Pike                    | Nominada  | [ 36 ] |
| Alliance of Women Film Journalists                       | enero de 2024           | Mejor directora                    | Emerald Fennell                  | Nominada  | [ 36 ] |
| Alliance of Women Film Journalists                       | enero de 2024           | Mejor guionista                    | Emerald Fennell                  | Nominada  | [ 36 ] |
| Premios BAFTA                                            | 18 de febrero de 2024   | Mejor película británica           | Saltburn                         | Nominada  | [ 37 ] |
| Premios BAFTA                                            | 18 de febrero de 2024   | Mejor actor                        | Barry Keoghan                    | Nominado  | [ 37 ] |
| Premios BAFTA                                            | 18 de febrero de 2024   | Mejor actor de reparto             | Jacob Elordi                     | Nominado  | [ 37 ] |
| Premios BAFTA                                            | 18 de febrero de 2024   | Mejor actriz de reparto            | Rosamund Pike                    | Nominada  | [ 37 ] |
| Premios BAFTA                                            | 18 de febrero de 2024   | Mejor música original              | Anthony Willis                   | Nominado  | [ 37 ] |